# Dr Swing
Dr Swing est un compositeur réalisateur travaillant pour « savoir faire unit » avec deux associés, Luke et Yann Lemen.

## Contributions
- 2006 : Cocompositeur avec Diam's Luke et Yann Lemen du single Jeune demoiselle (album Dans ma bulle), guitares additionnelles et chœurs de Matthieu Chedid)